# Mříž

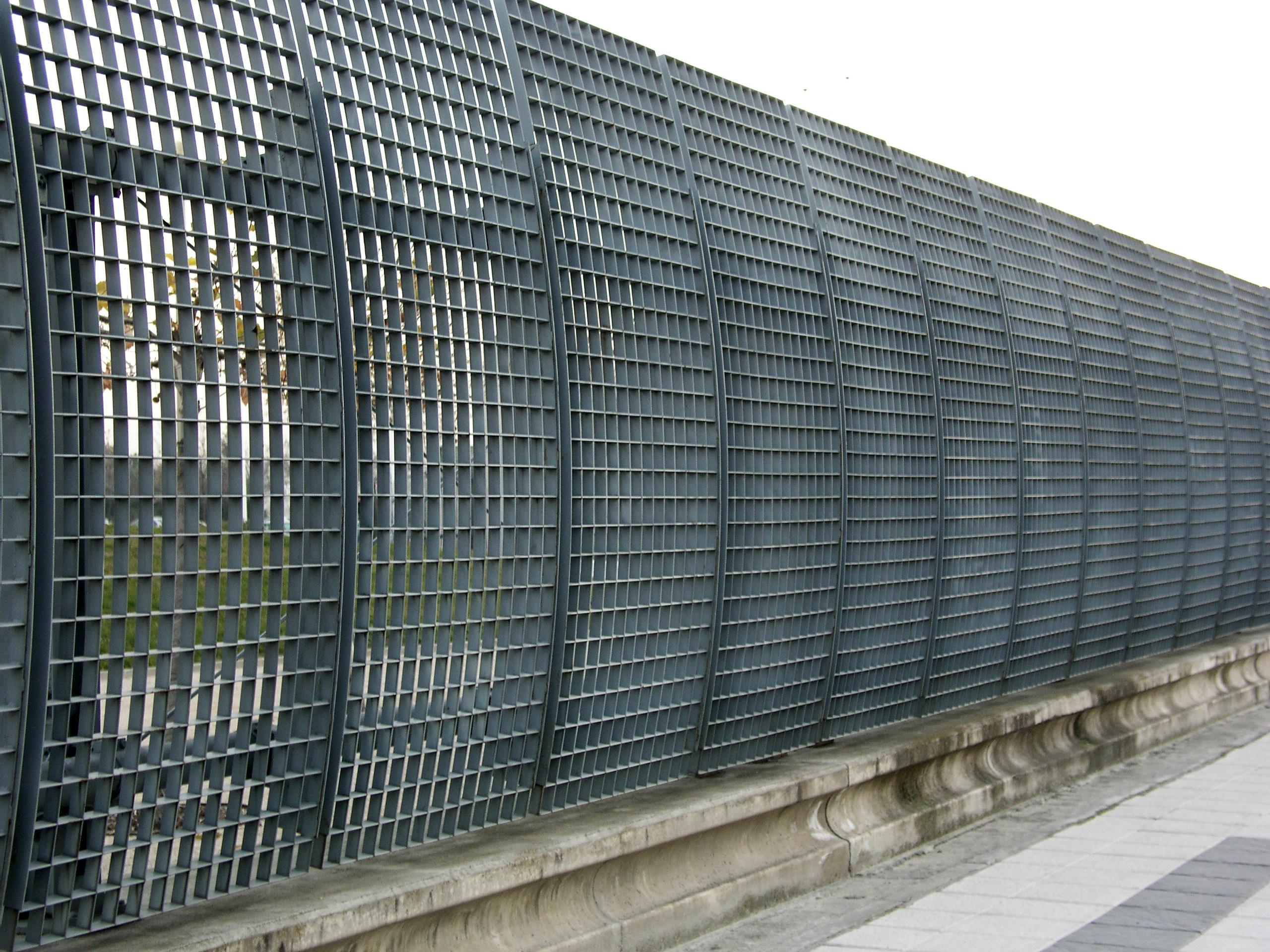
Mřížový plot v Madridu, Španělsko

Mříž je konstrukce, která se skládá z tyčí, pásů nebo profilů (nejčastěji kovových), které jsou vzájemně spojené a tvoří spolu ochranné hrazení, nebo výplň okenních nebo dveřních otvorů.
Mříž se nejčastěji skládá z rovnoběžně uspořádaných pásů, které se vzájemně kříží a vytváří jakousi síť. Mohou se používat i jiné materiály, např. dřevo. Jednou z funkcí mříže je umožnit průchod vzduchu, vody nebo jiné kapaliny nebo menších předmětů a zabránit průchodu osob, zvířat nebo větších předmětů. Některé mříže mají čistě dekorativní funkci, nebo mohou tvořit podpůrnou konstrukci stavby.